# Starless Aeon
Starless Aeon è un singolo del gruppo black metal svedese Dissection, pubblicato il 30 aprile 2006 da The End Records in un'edizione limitata a 1 000 copie acquistabile solo sul sito dell'etichetta.

## Tracce
1. Starless Aeon – 4:01
2. Xeper-I-Set – 3:10
3. Starless Aeon (Instrumental) – 4:01
4. Starless Aeon – 3:56

## Formazione
- Jon Nödtveidt - voce, chitarra
- Set Teitan - chitarra
- Brice Leclercq - basso
- Tomas Asklund - batteria